# سفارة ألمانيا في نيوزيلندا
سفارة ألمانيا في نيوزيلندا هي أرفع تمثيل دبلوماسي لدولة ألمانيا لدى نيوزيلندا. تقع السفارة في Wellington City ‏ وهي تهدف لتعزيز المصالح الألمانية في نيوزيلندا.

## وصلات خارجية
- قائمة سفارات ألمانيا
- قائمة السفارات في نيوزيلندا